# Karl Llewellyn
Karl Nickerson Llewellyn (né le 22 mai 1893 à Seattle – mort le 13 février 1962 à Chicago) est un juriste et auteur américain. Tout d’abord spécialisé en droit commercial, il s’est intéressé progressivement à d'autres branches de droit et est considéré comme l’un des personnages les plus éminents du réalisme juridique.  

## Origine et famille
Karl Llewellyn est le fils de l’homme d’affaire William Henry Llewellyn et de Janet George. Il décrit son père comme un homme facile à vivre et sa mère était conservatrice, stricte et féministe. Ses parents font partie de la première génération des américains d’origine galloise.   
Karl Llewellyn s’est marié trois fois. Il a épousé Elizabeth Sanford après sa visite à l’université Columbia en 1924 alors que celle-ci y était encore étudiante. Le couple a divorcé en 1930. Il s’est remarié en 1933 avec Emma Corstvet un professeur en économie. Sa dernière épouse est Soia Mentschikoff (en). Diplômée en droit à la Columbia Law School en 1937, elle a rencontré Karl Llewellyn alors qu'elle était étudiante. En 1942, Karl est nommé rédacteur en chef pour la rédaction du Code Commercial Uniforme (U.C.C.) et Soia l'a aidé en tant qu'assistante. Ils se sont mariés en 1946 et ont déménagé à Cambridge, où Soia deviendra la première femme à enseigner à la Harvard Law School puis quatre ans plus tard, la première femme à enseigner à l'université de Chicago.  
Il est décédé le 13 février 1962 à Chicago à la suite d'une crise cardiaque.  

## Éducation
La famille de Karl Llewellyn a déménagé de Washington à Brooklyn (New York), deux ans après sa naissance.   
Il y a suivi son cursus scolaire dans l’établissement d’enseignement secondaire Boys High School de Brooklyn. Désireux de voir leur fils recevoir une bonne éducation, Janet et William Llewellyn l’envoient en Allemagne au Real Gymnasium du Mecklembourg à l’âge de 16 ans. Il y a séjourné deux ans et est devenu un parfait bilingue anglais-allemand.   
En 1911, il a quitté le Mecklembourg et a fréquenté l’Université de Lausanne (Suisse). Cette même année, il a intégré le Yale College, y a compilé un excellent dossier académique et s’est distingué en athlétisme et en boxe.   
Trois ans plus tard, il est entré à la Sorbonne à Paris pour étudier le latin, le français et le droit. La première guerre mondiale a éclaté le 28 juillet 1914. Il a combattu aux côtés des allemands et a gagné la Croix de fer pour son service. Blessé au combat, il a séjourné près de trois mois à l’hôpital militaire. Les motivations de Llewellyn pour rejoindre le camp allemand étaient le désir d'aventure, la sympathie pro-allemande, la répulsion au sentiment anti-allemand qui se développait en France, et également l’envie d’impressionner la famille très patriotique d’une jeune allemande Else Hagen avec laquelle il entretenait une relation amoureuse.  
De retour aux États-Unis en 1915, il a intégré la Yale Law School. Il y a étudié avec William Graham Sumner un sociologue américain. Les idées et théories de Sumner vont influencer la vision de Llewellyn. Il considèrera le droit comme une institution sociale fortement influencée par la culture environnante. Il aborde donc le droit par l'anthropologie. Cela marque une nouvelle génération. En effet, au XIXe siècle l'approche juridique ne se basait pas sur les sources des sciences sociales. Il a été rédacteur en chef pendant trois ans du Yale Law Journal de la Yale Law School, et écrira un nombre important d’articles.   
Il a obtenu son diplôme en 1918, premier de sa promotion.

## Carrière
Après son diplôme, Llewellyn a travaillé deux ans en tant que professeur remplaçant en droit commercial au Yale Law School. Cette matière deviendra plus tard sa spécialité.    
Dans l’objectif d’obtenir plus d’expérience professionnelle, il a postulé et obtenu un poste au service juridique de la National City Bank à New York en septembre 1920.    
Il va y acquérir de l’expérience dans la rédaction des actes juridiques et en matière de questions bancaires internationales. En 1922, il décide de retourner à Yale en tant que professeur assistant puis a été promu professeur associé en 1923.   
Dans le cadre de sa fonction, K. Llewellyn a effectué des travaux de recherches avec Jerome Frank, un éminent acteur du New Deal de Franklin D. Roosevelt. Ils se baseront tous les deux sur ces recherches pour écrire des livres. Ces livres seront la source d’un conflit avec Roscoe Pound.   
Alarmé de se retrouver au sein d'un conflit avec un éminent professeur de la théorie du droit, en collaboration avec Jerome Frank, Llewellyn publiera immédiatement Some Realism About Realism – Responding to Dean Pound. Ce livre fera suite à plusieurs échanges entre Llewellyn et Roscoe Pound.   
En 1924, il accepte un poste à la Columbia Law School afin que sa première femme puisse y poursuivre ses études supérieures. Il y restera jusqu’en 1951 et y écrira un certain nombre de livres dont The Brambled Bush : On our law and its study (1931) tiré d’une conférence qu’il a donnée aux étudiants de première année en droit lorsqu’il fut nommé professeur de théorie du droit à Columbia.   
En 1951, il a quitté l’université Columbia pour la Faculté de droit de l’université de Chicago, où lui et sa troisième femme ont accepté des postes.   
Llewellyn a enseigné pendant dix ans et a également été rédacteur en chef du Uniform Commercial Code rédigé durant les années 1950.

## Critiques autour de Llewellyn
Selon N.E.H. Hull, le « Legal Realism » est né de l'accrochage entre Llewellyn, Frank et Roscoe. Mais comme vont le révéler les échanges privés entre Roscoe Pound et Llewellyn, ce dernier avait une incertitude quant à la signification du « réaliste ».  
Dans le livre Some Realism About Realism – Responding to Dean Pound, Llewellyn énumère un certain nombre de personnes qu'il considère comme "réalistes". Les listes initiales de réalistes proposée à Pound, ont été contestées par Arthur Corbin, Hessel Yntema et Loeon Green car ils considéraient que les personnes énumérées avaient des points de vue totalement différents. La liste finale de Llewellyn a donc été réduite à vingt noms. Mais elle reste critiquée et considérée comme négligée car elle reprend des personnes à visions différentes et de métier différent. Malgré tout, ce conflit a cimenté de manière indélébile Llewellyn au centre du réalisme juridique même si certains estiment qu'il était mal placé pour définir le « réalisme » compte tenu de son manque d'expérience jurisprudentielle à cette période.

## Actions et mouvement

### ACLU et NAACP
Au cours de sa vie, il est intervenu dans un certain nombre d’affaires judiciaires.   
En effet, il est connu pour son implication dans différentes associations. Il a fourni une grande assistance à l’association nationale pour l’avancement des personnes de couleur (NAACP) ainsi qu’à l’Union américaine des droits civiques (ACLU).  
Dans son intervention dans l’ACLU, il a défendu la cause de Sacco et Vanzetti en collaboration avec Felix Frankfurter, l’un des membres fondateurs de l’ACLU et juge à la Cour suprême des États-Unis nommé par l’ex-président des États-Unis Roosevelt. Llewellyn a travaillé sur les réformes en rapport à l’affaire afin d’établir l’innocence de Sacco et Vanzetti tandis que Frankfurter a essayé de rallier l’opinion publique à la cause des inculpés. Dans le cadre de cette affaire, il a également côtoyé Roscoe Pound.  

### APSA
Llewellyn était membre de l’American Political Science Association (APSA) et y prenait souvent la parole lors des congrès annuels. Il a été amené à y côtoyer plusieurs autres réalistes. Parmi eux des juristes et politistes réalistes du New Deal (R.  Hale, M. Cohen, Cook, Frank…). Ces juristes et politistes réalistes ont pour préoccupation commune de refondre fonctionnellement les règles des sociétés nationales et internationales à travers le New Deal. Ils valorisent les changements nécessaires au rééquilibrage des ordres politiques internes et externes afin d’éviter des frustrations au niveau social.

## Philosophie de Llewellyn
Contrairement à ce qui se faisait au XIXe siècle, Llewellyn aborde le droit par la sociologie.   

### Lespaper ruleset lesreal rules
Llewellyn distingue les « paper rules » des « real rules », (soit "ce qui doit être - ought" à "ce qui est - is"). Sa pensée va au délà du sociologisme de Pound ou le conséquentialisme de Brandeis. Les « paper rules » sont les règles énoncées par le législateur et les « real rules » représentent les règles qui seront effectivement appliquées par les fonctionnaires.  
En conséquence, la vraie règle est celle qui est appliquée, car c’est celle qui va vraiment produire des effets.    
Llewellyn disait : « what judges, lawyers, and law enforcement officers do about disputes is, to my mind, the law itself ». Ainsi K. Llewellyn  s'est opposé aux affirmations selon lesquelles le processus judiciaire n'est pas prévisible. Il s’attaque à ce qu'il appelle une tendance de lecture, de pensée et d'enseignement qui mènent à la conclusion erronée que les tribunaux peuvent décider et décident de la manière qu'ils veulent. Dans son œuvre The Common Law Tradition il expose quatorze « steadying factors » (facteurs de stabilité) qui, selon lui, limitent l'étendue possible du pouvoir discrétionnaire des juges.    
Il estime que les juges sont des « spécialistes de la variété » qui s’occupent de « litiges qu'ils ont eux-mêmes choisis pour leur rigueur". C’est la raison pour laquelle "la raison et l'esprit des affaires font la loi, et non la lettre des précédents particuliers ». Le système de précédents est à priori ce qu'il a été pendant si longtemps : un système d'orientation, de suggestion et de pression, et seulement à l'occasion un système de dictée et de contrôle.  
L’auteur estime également qu’il est difficile de formuler un concept de droit unique vu qu’il y en a beaucoup. 

### Conception du droit
Karl Llewellyn considère donc le droit comme une « institution » importante dans la société et qui comporte des règles, mais aussi une « idéologie et un ensemble d'idées omniprésentes, tacites et implicites qui ne sont pas mentionnés dans les livres ». Le droit a des fonctions à remplir au sein d'une société. Il s’agit de la réparation d'’un préjudice, la prévention et la dissuasion, l'attribution des pouvoirs et l'organisation de la procédure judiciaire. Dans la conception de Llewellyn, la meilleure manière pour l’observateur juridique de garder son impartialité est de concevoir le droit comme une « ongoing institution ».

## Publications et ouvrages
- The Bramble Bush: On Our Law and Its Study, 1930
- A Realistic Jurisprudence, The Next Step, 1930
- Some Realism about Realism -Responding to Dean Pound, 1931
- Beach Plums (poèmes), 1931
- avec E. Adamson Hoebel (en), The Cheyenne Way, University of Oklahoma Press, 1941
- The Common Law Tradition: Deciding Appeals, Little, Brown and Company, 1960
- Jurisprudence: Realism in Theory and Practice, 1962.